# بزرگ باش!
بزرگ باش! (انگلیسی: Be Big!) فیلمی در ژانر کمدی و زوج هنری به کارگردانی جیمز پروت و جیمز دبلیو هورن است که در سال ۱۹۳۱ منتشر شد.

## بازیگران
- استن لورل
- اولیور هاردی
- آنیتا گاروین
- بالدوین کوک
- چارلی هال
- جک هیل
- ژان دو بریاک
- ایزابل کیث
- اسپنسر بل